# شارلوت بيدن
شارلوت بيدن (بالدنماركية: Charlotte Baden)‏ هي كاتِبة دنماركية، ولدت في 21 نوفمبر 1740 في كوبنهاغن في الدنمارك، وتوفي بنفس المكان في 6 يونيو 1824.